# Iszkáz
Iszkáz je vesnice v Maďarsku v župě Veszprém, spadající pod okres Devecser. Nachází se asi 12 km severozápadně od Devecseru, 13 km severovýchodně od Jánosházy, 20 km jihozápadně od Pápy a 21 km jihovýchodně od Celldömölku. V roce 2015 zde žilo 348 obyvatel, z nichž 88,7 % tvoří Maďaři.
Iszkáz leží na silnici 8403 a je silničně spojen se sídly Borszörcsök, Dabrony, Doba, Kerta, Kiscsősz, Kisszőlős, Nemesszalók, Somlójenő, Somlószőlős, Somlóvásárhely, Tüskevár a Vid. Iszkázem protéká nepojmenovaný potok, který se vlévá do potoka Hunyor. Ten se vlévá do potoka Fövenyes, který se rovnou vlévá do řeky Marcal.
V obci se nachází muzeum Nagy László Emlékház. Také se zde nacházejí dva kostely a kaple. Dále se ve městě nachází dva hřbitovy, dva bufety a dva obchody.